# Perves
Perves es una localidad española perteneciente al municipio  de Pont de Suert, en la provincia de Lérida, comunidad autónoma de Cataluña. Está situada en la comarca de la Alta Ribagorza y en 2019 tenía censados 2 habitantes. Hasta 1968 pertenecía al antiguo término de Viu de Llevata.
Se encuentra a 1198,1 metros de altitud, al pie de la Cruz de Perves. Se accede por la N-260, entre el Pont de Suert y Puebla de Segur, después de haber pasado por Viu de Llevata si se viene del Pont de Suert.